# Festival Internacional de Cinema de Sant Sebastià 1976
La 24a edició del Festival Internacional de Cinema de Sant Sebastià va tenir lloc entre l'11 i el 22 de setembre de 1976. En aquesta edició continuava tenint la categoria A de la FIAPF, és a dir, festival competitiu no especialitzat.

## Desenvolupament
El jurat era presidit per l'actriu mexicana Dolores del Río. Fou inaugurada el dia 11 amb la projecció de L'innocent, obra pòstuma de Luchino Visconti i Fighting Mad. Hi havia tensió política al País Basc pel fet que el dia abans en una manifestació per la desaparició de Pertur fou mort per un tret de la policia del jove Jesús María Zabala Erasun a Hondarribia i les diferents Gestores havien cridat a la vaga. A la sortida de la projecció els membres del jurat internacional foren escridassats i insultats després d'una intervenció policial contra una manifestació pacífica. Això va provocar un escrit de protesta signat per Antonio Giménez Rico, Pilar Miró, Pedro Masó, Amparo Soler Leal, Mònica Randall, Ramiro Oliveros, César Santos Fontenla, Diego Galán, Agustín Trialasos, Ángel Pérez Gómez, Ángel Hanguindey, Ángel Román, Joaquín Llenas, Alfonso Sánchez Martínez i Elisenda Nadal. Com a protesta per la repressió política sobre el poble basc Elías Querejeta va decidir retirar de la competició la pel·lícula El desencanto que fou substituïda per Libertad provisional de Roberto Bodegas.
El 13 es van projectar la polonesa Skazany, la iugoslava Atentat u Sarajevu i l'espanyola Retrato de familia, en la que fou lloada l'actuació del jove Miguel Bosé. El 14 El mariner que va caure en desgràcia del mar i Cara a cara, alhora que visitava el festival Sarah Miles, i el 15 Harry i Walter se'n van a Nova York i Tabor ujodit v niebo. El 16 es van projectar l'australiana Caddie i l'hongaresa Talpuk alatt fütyül a szél i el 17 Cosí, cosina i Sola, mentre que molts periodistes acreditats s'anaven retirant en solidaritat contra els que protestaven contra la repressió policial al País Basc. El dia 18 es van projectar Une femme fidèle i Na samotě u lesa, presentacions que es van veure deslluïdes quan es va anunciar que finalment no vindrien ni Roger Vadim ni Sylvia Kristel, protagonista de la pel·lícula. El dia 19 Dedicato a una stella i The Omen de Richard Donner, i el dia 20 Libertad provisional i Ansichten eines Clowns. El dia 21 Gusanos de seda, la mexicana El apando i la veneçolana Fiebre El dia 22 es va projectar fora de concurs Això és l'espectacle (II) de Gene Kelly i es van entregar els premis.

## Retrospectiva
La retrospectiva d'aquest any era dedicada a l'actriu mexicana Dolores del Río, a l'actor estatunidenc Humphrey Bogart i al cinema negre estatuindenc. Entre altres pel·lícules es van projectar María Candelaria d'Emilio Fernández Romo, Señora ama de Julio Bracho, Tenir-ne o no de Howard Hawks, Little Caesar de Mervyn LeRoy o The Petrified Forest d'Archie Mayo.

### Cinema negre
- G Men (1935) de William Keighley
- Double Indemnity (1944) de Billy Wilder
- Fury (1936) de Fritz Lang
- I Am a Fugitive from a Chain Gang (1932) de Mervyn LeRoy
- Laura (1944) d'Otto Preminger
- Little Caesar (1931) de Mervyn LeRoy
- Panic in the Streets (1950) d'Elia Kazan
- La jungla d'asfalt (1950) de John Huston
- The Killers (1946) de Robert Siodmak
- El carter sempre truca dues vegades (1946) de Tay Garnett

### Humphrey Bogart
- Casablanca (1942) de Michael Curtiz
- L'últim refugi (1941) de Raoul Walsh
- Cayo Largo (1948) de John Huston
- La reina d'Àfrica (1951) de John Huston
- La comtessa descalça (1954) de Joseph L. Mankiewicz
- El son etern (1946) de Howard Hawks
- El falcó maltès (1941) de John Huston
- The Petrified Forest (1936) d'Archie Mayo
- El tresor de Sierra Madre (1948) de John Huston
- Tenir-ne o no (1945) de Howard Hawks

### Dolores del Río
- Ocell del paradís (1932) de King Vidor
- Flor silvestre (1943) d'Emilio Fernández Romo
- Volant cap a Rio de Janeiro (1933) de Thornton Freeland
- Istanbul (1943) de Norman Foster
- La cucaracha (1959) d'Ismael Rodríguez Ruelas
- La dama del alba (1966) de Francesc Rovira-Beleta
- María Candelaria (1944) d'Emilio Fernández Romo
- Señora ama (1955) de Julio Bracho
- El fugitiu (1947) de John Ford
- The Loves of Carmen (1927) de Raoul Walsh
- The Red Dance (1928) de Raoul Walsh
- What Price Glory? (1925) de Raoul Walsh

## Jurat oficial
- Dolores del Río
- Claudine Auger
- Leandro Goes Tocantins
- Stuart Lyons
- Stanisław Różewicz
- Víctor Ruiz Iriarte
- Peter Schamoni
- Manuel Tamayo Castro
- Giorgio Venturini

## Selecció oficial
Les pel·lícules de la selecció oficial de 1976 foren:
- Ansichten eines Clowns de Vojtěch Jasný
- Cara a cara d'Ingmar Bergman (fora de concurs)
- Atentat u Sarajevu de Veljko Bulajić
- Caddie de Donald Crombie
- Cosí, cosina de Jean-Charles Tacchella
- Dedicato a una stella de Luigi Cozzi
- El apando de Felipe Cazals
- Fiebre de Juan Santana
- Fighting Mad de Jonathan Demme
- Gusanos de seda de Francisco Rodríguez Fernández
- Harry i Walter se'n van a Nova York de Mark Rydell
- Això és l'espectacle (II) de Gene Kelly  (fora de concurs)
- L'innocent de Luchino Visconti
- Libertad provisional de Roberto Bodegas
- Na samotě u lesa de Jiří Menzel
- Retrato de familia d'Antonio Giménez-Rico
- Skazany d'Andrzej Trzos-Rastawiecki
- Sola de Raúl de la Torre
- Tabor ujodit v niebo d'Emil Loteanu
- Talpuk alatt fütyül a szél de György Szomjas
- The Omen de Richard Donner
- El mariner que va caure en desgràcia del mar de Lewis John Carlino
- Une femme fidèle de Roger Vadim

## Nous directors
- Axut de José María Zabala
- Batida de raposas de Carlos Serrano
- Colorín colorado de José Luis García Sánchez
- F de Fairbanks de Maurice Dugowson
- Il garofano rosso de Luigi Faccini
- Hu-Man de Jérôme Laperrousaz
- La tercera puerta d'Álvaro Forqué
- Le Chant du départ de Pascal Aubier
- Lição de Amor d'Eduardo Escorel
- Lieb Vaterland magst ruhig sein de Roland Klick
- O Predileto de Roberto Palmari
- Picnic at Hanging Rock de Peter Weir
- Sweeney! de David Wickes

## Palmarès
Els premis atorgats en aquesta edició foren:
- Conquilla d'Or a la millor pel·lícula: Tabor ujodit v niebo d'Emil Loteanu
- Conquilla d'Or (curtmetratge): Ouverture 2012, de Milan Blažeković
- Premi Especial del Jurat: Caddie de Donald Crombie
- Conquilla de plata (ex aequo): 
  - Ansichten eines Clowns de Vojtěch Jasný 
  - Cosí, cosina de Jean-Charles Tacchella
- Premi Sant Sebastià d'interpretació femenina: Helen Morse, per Caddie de Donald Crombie
- Premi Sant Sebastià d'interpretació masculina: Zdzisław Kozień, per Skazany d'Andrzej Trzos-Rastawiecki
- Premi Perla del Cantàbric a la millor pel·lícula de parla hispana: Libertad provisional de Roberto Bodegas
- Menció especial del Jurat: Atentat u Sarajevu de Veljko Bulajić